# Il romanzo di Ramses - La regina di Abu Simbel
La regina di Abu Simbel (La Dame d'Abou Simbel) è il quarto volume della serie Il grande romanzo di Ramses, serie che parla della vita di Ramesse II, il più celebre Faraone d'Egitto.
In Italia il romanzo è uscito per opera della Arnoldo Mondadori Editore, con una prima edizione nel 1997 e una seconda nel 2016.

## Trama
Ramses continua le sue campagne contro i simpatizzanti degli ittiti riconquistando i territori da loro strappatigli. Dopo aver preso la fortezza di Gaza, il Faraone intende muovere contro quella d'Amurru, deciso a liberare l'amico Asha, ma opta invece per un inganno: grazie a uno stratagemma, il Faraone riesce a vincere anche questa battaglia e il principe Benteshina è costretto alla resa lasciando andar via Asha, anche se Setau, sopraffatto dall'emozione per aver scoperto che Asha era sano e salvo, lascia accidentalmente andare la sua vipera che attacca e morde Benteshina.
In Egitto, intanto, Ofir e Shenar sono ricercati da Serramanna che ha sguinzagliato i suoi scagnozzi, e si ritirano nella perduta città di Akhenaton dove possono continuare a complottare senza disturbo alcuno. Il mago libico ha deciso di attaccare adesso il piccolo Kha, primogenito di Ramses, e ordina al diplomatico Meba, ex-Ministro degli Affari Esteri, di portargli uno dei suoi oggetti, un pennello; questi riesce nell'impresa, aiutato dal mago che uccide uno degli uomini di Serramanna, un mercenario cretese, che era riuscito a scovare il suo nascondiglio.
Intanto Mosè ritorna in Egitto e viene accolto in casa del fratello Aronne, e il giorno seguente rivela al consiglio degli anziani ciò che Dio gli ha ordinato di compiere: liberare gli israeliti. Qualche giorno dopo, Serramanna lo arresta insieme a un drappello affinché venga processato per l'omicidio di Sary; durante il processo, Mosè dimostra di aver compiuto il giusto in difesa di un oppresso, mentre Dolente, chiamata a testimoniare, rivela al giudice che suo marito era solito maltrattare i più deboli. Mosè viene infine scarcerato grazie alla testimonianza del mattonaio Abner, ma scopre presto perché la principessa ha testimoniato in suo favore: Ofir e Shenar vogliono che lui svolga la propria missione così da indebolire Ramses e permettere loro di distruggerlo.
Nel frattempo, ad Ḫattuša, capitale dell'impero ittita, Muwattali non riesce a prendere una decisione poiché Uri-Teshup chiede che continui la guerra contro l'Egitto, mentre Hattusil consiglia al fratello di accordarsi pacificamente con gli egiziani così da poter affrontare insieme ad essi i minacciosi assiri. Convinto però che sia il figlio ad avere ragione, l'imperatore di Hattusa nomina quest'ultimo comandante delle armate, togliendo così il potere ad Hattusil; viene poi colpito da un infarto ed è costretto dal figlio ad affidargli il suo impero. Asha riesce a convincere Ramses a mandarlo in missione, e viene mandato ad accordarsi con gli ittiti con un corpo di spedizione; nonostante venga attaccato nei pressi di un fortino, Asha trova comunque protezione presso Hattusil, che vuole la pace con gli egizi, ma per farlo serve che Uri-Teshup perda il suo potere, al che il diplomatico decide di recarsi ad Hattusa e far cadere il principe in un tranello. Il piano di Asha va a buon fine: convinto di essere stato tradito, Uri-Teshup chiede all'egiziano chi siano le spie e, in preda alla sua sete di sangue, ordina di uccidere alcuni dei suoi partigiani, che egli crede traditori. Intanto Hattusil e la moglie Putuhepa tornano nella capitale e vengono convinti da Asha a crearsi una rete di amicizie grazie alle quali riusciranno ad eliminare Uri-Teshup, il quale, dopo la morte di Muwattali, è divenuto praticamente un sovrano assoluto. Il principe si fa rivelare da Asha il nascondiglio dell'odiato zio, giunge subito sul posto e ordina ai suoi arcieri di uccidere Hattusil, la moglie e la loro figlioletta, ma gli stessi arcieri gli si ritorcono contro e il principe è costretto a ritornare da Asha, che gli consiglierà di fuggire in Egitto dove potrà essere al sicuro; deluso, questi si reca presso Ramses che, benché lo reputi un nemico, applica le leggi di ospitalità e lo accoglie nel proprio paese, specialmente dopo che questi gli ha rivelato tutti i segreti dell'arte militare ittita. Hattusil però accorderà al Faraone la pace solo se questi gli permetterà di uccidere l'avido nipote.
Nel mentre che accadono questi eventi, lo stesso Ramses, spaventato per un ulteriore attacco di Ofir, che potrebbe colpire di nuovo la sua famiglia come ha fatto con Nefertari, decide di costruire un nuovo tempio ad Abu Simbel e dedicarlo all'amata moglie, così da aumentare le proprie difese magiche. In prossimità della Nubia, la sua nave viene però attaccata da alcuni nubiani guidati da Shenar, che però non riescono a ucciderlo e sono costretti a fuggire. Il Faraone arriva a destinazione e cominciano ben presto i lavori di costruzione di Abu Simbel, che Ramses affida a Setau e a Loto. Al suo ritorno riceve Mosè e Aronne in presenza del gran consiglio egizio: l'ebreo trasforma il suo bastone in serpente ma Setau svela il trucco avendoglielo insegnato anni prima. Deciso a liberare il proprio popolo dall'Egitto, il furibondo Mosè scaglia contro di esso ben nove piaghe, come le locuste, le tenebre, la grandine e il morìo del bestiame; alcune di esse non sono però create dal suo Dio, bensì da Ofir, che utilizza le sue arti oscure per avvelenare gli armenti e generare pustole nella pelle di molti egiziani. Lo stesso Ofir invia Meba a uccidere di nascosto Uri-Teshup, ma Serramanna riesce a scovarlo e a eliminarlo prima che questi riesca nel compito. Da solo, Ofir strega il pennello di Kha e decide di generare un grande sortilegio in grado di uccidere tutti i primogeniti d'Egitto così da portare il paese nello scompiglio, con Mosè che farà credere che sia la sua decima e definitiva piaga; ma Serramanna, che ha spiato Dolente, riesce a scoprire il suo nascondiglio e lo cattura prima che questi possa compiere il misfatto. Processato in presenza del visir, Ofir è condannato a morte per veleno, Dolente verrà esiliata presso un'oasi, e i nomi di lei e Shenar verranno per sempre dimenticati.
Ormai consapevole che lui e Mosè non sono più amici, Ramses pone fine al lungo tira e molla e decide di liberare finalmente gli israeliti. Ode però che in Nubia è scoppiata una grave rivolta, e suo fratello Shenar ha radunato un vero e proprio esercito di guerrieri locali e ha conquistato una miniera, sicuro che Ramses cada nel suo tranello. Il Faraone riesce però a batterlo sul tempo e a eliminare l'esercito avversario prima ancora che venga attaccato. Furibondo, Shenar tenta di comandare i nubiani arresisi al Faraone, e compie l'errore di uccidere un vecchio capotribù; i nubiani lo guardano con un terribile odio per averli traditi e Shenar viene trafitto mortalmente dalle loro frecce.
Mentre Ramses è assente, Serramanna decide intanto di inseguire gli ebrei che qualche giorno prima erano stati liberati. Mosè sfrutta però le basse maree e riesce a superare il Mare delle canne insieme al suo popolo, mentre i carri egizi rimangono invece impantanati e sprofondano nei flutti del mare a causa dell'alta marea. Serramanna è costretto a tornare di corsa a Pi-Ramses, e chiede perdono al Faraone per il proprio fallimento; questi lo perdona e gli ordina di accogliere gli ambasciatori ittiti: grazie a un contatto epistolare con Puthuepa, la moglie di Hattusil, Nefertari è infatti riuscita a ottenere la pace fra ittiti ed egiziani.
Alla fine, dopo la morte di Omero, viene concluso il Ramesseum, e segue una cerimonia nella quale sono presenti le massime autorità del regno, ma subito dopo Tuya ha un mancamento e muore. Dopo la cerimonia funebre in suo onore, Setau manda un messaggio a Ramses rivelandogli che anche i lavori per Abu Simbel sono terminati. Entusiasta di un tale capolavoro, il Faraone gioisce insieme alla sposa Nefertari che però sembra alquanto stanca agli occhi di Loto che cerca di sostenerla. La grande sposa reale spende tutte le sue energie affinché l'inaugurazione del tempio, che suggella l'amore della coppia reale, proceda senza intoppi; lo sforzo è però immane e la regina, stanca per le troppe fatiche, muore infine fra le braccia del marito, che esce dal tempio afflitto dal dolore.

## Personaggi
- Ramses: protagonista della pentalogia e Faraone d'Egitto.
- Ameni: amico e scriba reale di Ramses.
- Setau: amico di Ramses.
- Asha: amico siriano di Ramses, e suo Ministro degli Affari Esteri. Appena dopo la morte di Muwattali, aiuterà Hattusili e Putuhepa a contrastare la follia di Uri-Teshup.
- Loto: amica nubiana di Ramses.
- Mosè: un tempo amico di Ramses, fuggito nel deserto nel secondo libro, ricomparirà per liberare gli ebrei, scatenando un duro tira e molla con Ramses.
- Nefertari: Grande Sposa Reale d'Egitto e moglie di Ramses. A lei è dedicata l'edificazione dei templi di Abu Simbel, sfondo della trama del libro. Avrà un ruolo fondamentale nella trattativa di pace con l'impero Ittita. Muore nell'ultimo capitolo tra le braccia dello sposo.
- Serramanna: capo della guardia personale di Ramses.
- Tuya: madre di Ramses. Morirà in uno degli ultimi capitoli.
- Iset: Seconda moglie di Ramses.
- Hattusil: fratello di Muwattali, diventerà Imperatore dell'Hatti alla morte di quest'ultimo.
- Putuhepa: moglie di Hattusil, diventerà con lui imperatrice dell'Hatti.
- Muwattali: imperatore dell'Hatti. Morirà nel corso del romanzo, lasciando un vuoto di potere per la conquista del trono.
- Omero: poeta greco, che fungerà da supporto per Ramses.
- Uri-Teshup: figlio di Muwattali, cospirerà per prendere il trono della terra di Hatti, fuggendo alla fine in Egitto chiedendo asilo politico e collaborando con gli Egizi sotto consiglio di Asha.
- Dolente: sorella di Ramses, si fingerà redenta e si infiltrerà tra i seguaci di Ramses per aiutare il fratello e Ofir a sopraffarlo.
- Shenar: fratello di Ramses, dato per sperduto nel deserto nel libro precedente, si alleerà con Ofir per distruggere Ramses. Verrà ucciso dalla coalizione nubiana che ha formato contro Ramses.
- Ofir: un mago libico, comparso per la prima volta nel secondo libro, farà di tutto pur di re-imporre quello che lui considera il Culto di Aton. Verrà condannato a morte dopo essere stato catturato da Serramanna.
- Raia: mercante siriano che aiuterà Shenar nei suoi scopi.
- Kha: figlio primogenito di Ramses e di sua moglie Iset. Diventerà Sommo Sacerdote di Ptah.

## Edizioni
- Christian Jacq, Il romanzo di Ramses - La regina di Abu Simbel, traduzione di Francesco Saba Sardi, Mantova, Mondadori, ottobre 1997,  p. 395, ISBN 978-8804437956.

- Christian Jacq, Il romanzo di Ramses - La regina di Abu Simbel, traduzione di Francesco Saba Sardi, I Miti, Mantova, Mondadori, luglio 1998, ISBN 9788804453451.

- Christian Jacq, Il romanzo di Ramses - La regina di Abu Simbel, traduzione di Francesco Saba Sardi, Oscar Grandi Bestsellers, Mantova, Mondadori, 15 marzo 2016,  p. 343, ISBN 978-8804662167.

## Curiosità
- In questo capitolo fa la sua prima apparizione Neferet, che, durante il corso degli eventi in questo volume, è ancora subordinata al medico in capo Pariamakhu. Neferet è una dei protagonisti della trilogia Il Romanzo di Kheops, scritta anch'essa da Christian Jacq, prima della pentalogia dedicata a Ramses.
- Vi è inoltre un'incongruenza narrativa: nell'ultimo capitolo del tomo precedente, Ramses ordina a Serramanna di dirigersi verso l'Amurru per salvare Asha, cosa che invece il Faraone esegue personalmente nelle parti iniziali di questo capitolo.